# Каунаська операція
Ка́унаська опера́ція (рос. Каунасская операция) — фронтова наступальна операція радянських військ 3-го Білоруського фронту (генерал армії Черняховський І. Д.) у взаємодії з арміями 1-го Прибалтійського та 2-го Білоруського фронтів на лівому фланзі групи армій «Центр» на третьому етапі загального стратегічного наступу радянських військ у Білорусі влітку 1944 року.

## Історія

### Склад сторін

#### СРСР
До початку операції у складі 3-го Білоруського фронту діяли (з правого флангу): 39-та, 5-та, 33-тя, 11-та гвардійська та 31-ша армії, в другому ешелоні 5-та гвардійська танкова армія. На правому фланзі 3-го Білоруського фронту в операції брала участь 2-га гвардійська армія 1-го Прибалтійського фронту, з лівого флангу — 50-та армія 2-го Білоруського фронту.
- 3-й Білоруський фронт (командувач генерал армії Черняховський І. Д.)
  - 39-та армія (командувач генерал-лейтенант Людников І. І.)
  - 5-та армія (командувач генерал-лейтенант Крилов М. І.)
  - 5-та гвардійська танкова армія (командувач генерал-полковник танкових військ Ротмістров П. О., з 8 серпня 1944 року — генерал-лейтенант танкових військ Соломатін М. Д.)
  - 33-тя армія (командувач генерал-лейтенант Морозов С. І.)
  - 11-та гвардійська армія (командувач генерал-полковник Галицький К. М.)
  - 31-ша армія (командувач генерал-полковник Глаголев В. В.)
  - 1-ша повітряна армія (командувач генерал-полковник авіації Хрюкін Т. Т.)
- 1-й Прибалтійський фронт (командувач генерал армії Баграмян І. Х.)
  - 2-га гвардійська армія (командувач генерал-лейтенант Чанчибадзе П. Г.)
- 2-й Білоруський фронт (командувач генерал армії Захаров Г. Ф.)
  - 50-та армія (командувач генерал-полковник Болдін І. В.)

#### Німеччина
До початку радянського наступу у смузі завширшки 210 км оборонялися частини двох німецьких армій 4-ї і 3-ї танкової, що сукупно мали 10 піхотних та охорони дивізій, 2 танкові дивізії, 2 піхотні бригади, 6 окремих полків, 22 окремих піхотних батальйони, 2 танкових батальйони і значну кількість інших частин, зокрема артилерійських.
- 4-та армія (командувач генерал від інфантерії Фрідріх Госсбах)
  - 39-й танковий корпус (командир генерал танкових військ Дітріх фон Заукен)
    - Корпусна група «D» (командир оберст Едмунд Блаурок)
    - Корпусна група «G» (командир оберст Герман Генріх Беренд)

  - 7-ма танкова дивізія (командир генерал-майор Гергард Шмідгубер)
- 3-тя танкова армія (командувач генерал-полковник Георг-Ганс Райнгардт, з 15 серпня 1944 року — генерал-полковник Ергард Раус)
  - 26-й армійський корпус (командир генерал-лейтенант Герхард Мацкі)
  - 9-й армійський корпус (командир генерал артилерії Рольф Вутманн)
    - Корпусна група «H» (командир оберст Йоахім-Фрідріх Ланг)
- Частини 1-го повітряного флоту (командувач генерал авіації Курт Пфлюгбайль)

### Підготовка до наступу
28 липня Ставка Верховного Головнокомандування директивою № 220160 визначили командувачу 3-м Білоруським фронтом генералу армії Черняховському І. Д. завдання: ударом 39-ї і 5-ї армій з півночі і півдня не пізніше 1-2 серпня опанувати Каунасом; надалі всіма силами фронту вести наступ до кордонів Східної Пруссії і до 10 серпня вийти на рубіж Расейняй, Сувалки, на якому перейти до оборони для підготовки до перенесення бойових дій безпосередньо на територію Німеччини.
Каунас був потужним укріпленим районом противника, що прикривав найкоротші шляхи до Східної Пруссії. Крім того, місто було великим вузлом шосейних, залізничних і ґрунтових доріг, що з'єднували його з усіма Балтійськими країнами і давали можливість німецькому командуванню маневрувати резервами в будь-якому напрямку. Для оволодіння містом у смузі 5-ї армії створювалися дві ударні групи: 72-й стрілецький корпус повинен був прорвати оборону німецьких військ з північного сходу та 45-й стрілецький корпус, який наступав з південного сходу від Каунаса.

### Наступ
29 липня після 40-хвилинної артилерійської підготовки ударні групи 5-ї армії перейшли в наступ. В затятих боях, долаючи спротив німецьких військ, до вечора дня частини 45-го і 65-го стрілецьких корпусів із займаних плацдармів на західному берегу Німану просунулися вперед на глибину від 9 до 17 км, звільнили 53 населених пункти і почали охоплювати Каунас з півдня.
У ніч на 31 липня передові частини 72-го стрілецького корпусу форсували Вілію північніше Каунаса та вранці 63-тя стрілецька дивізія перша увірвалася в Каунас. Ліквідуючи окремі осередки опору, вона підійшла до Німану. Інженерні підрозділи негайно розпочали наведення мостів, і вже ввечері артилерія дивізії переправилася на інший берег річки. Стрілецькі частини, форсувавши її на підручних засобах, досягли з боями центру міста. Одночасно удар по позиціях вермахту у Каунасі завдали з'єднання 65-го і 45-го стрілецьких корпусів. У ході затятих боїв Червона армія здобула більшу частину литовського міста.
Одночасно на інших напрямках наступу військ 3-го Білоруського фронту тривало переслідування противника. На той час у бойовому складі 5-ї гвардійської танкової армії залишалися справними тільки 28 танків, які були об'єднані в одну бригаду. Крім неї безпосередню участь у наступі взяли лише мотострілецькі бригади танкових корпусів. Незважаючи на це, частини 29-го танкового корпусу форсували річку Неважу, оволоділи плацдармом на її північно-західному берегу і, продовжуючи наступ, досягли містечка Цінкішкі — важливого опорного пункту противника. Вранці 1 серпня вони звільнили Цінкішкі і Ейраголу, після чого поринули в напрямку Расейняя.
29 липня з'єднання лівого флангу фронту 5-ї, 33-ї, 11-ї гвардійської і 31-ї армій також перейшли в наступ і за підтримки авіації 1-ї повітряної армії прорвали оборону німецьких військ на глибину від 7 до 15 км. Наступного дня в смузі 33-ї армії був введений в прорив 2-й гвардійський танковий корпус генерал-майора Бурдейного О. С.. За підтримки авіації він, використовуючи розриви в обороні противника, подолав 35 км і перерізав дороги від Каунаса на Маріямпіль і на Вілкавішкіс. Опинившись перед загрозою оточення, угруповання вермахту, що обороняло Каунас, почало відхід до прикордонних оборонних рубежів у Східній Пруссії. Водночас німецькі війська, використовуючи лісисто-озерну місцевість, зуміли уповільнити наступ 11-ї гвардійської і 31-ї армій. Проте, в ході запеклих триденних боїв, з 29 по 31 липня, війська 3-го Білоруського фронту розгромили оборону противника по рубежу річки Німан, завдали серйозної шкоди німецьким 3-ї танкової і 4-ї армій і змусили їх почати відхід у північно-західному і західному напрямках.
В перших числах серпня після звільнення Каунаса армії 3-го Білоруського фронту продовжили виконання завдання щодо виходу до кордонів Східної Пруссії. При цьому їм належало прорвати добре підготовлену, завчасно зайняту оборону противника. У період з 2 по 6 серпня стрілецькі з'єднання вели важкі наступальні бої, намагаючись подолати східнопрусську прикордонну оборонну лінію. Вони змогли вклинитися в оборону ворога на двох ділянках — поблизу Вілкавішкіса та Калварії, але подальший наступ розвитку не набув. До 9 серпня відносний успіх позначився тільки на правому крилі фронту, де 39-та і 5-та гвардійська танкова армії форсували р. Дубіса і зайняли Расейняй.
9 серпня німецькі війська завдали потужного контрудару. Після тривалої артилерійської і авіаційної підготовки вони зломили опір 222-ї стрілецької дивізії 33-ї армії і вийшли на шосе Маріямпіль — Вілкавішкіс, який зайняли в другій половині дня. Водночас, усі подальші спроби військ вермахту прорватися до Каунаса були зірвати добре організованою обороною 2-го гвардійського танкового корпусу.
14 серпня німецьке командування провело ще один контрудар. Після 30-хвилинної артилерійської підготовки силами 7-ї танкової дивізії був завданий удар по позиціях 84-го стрілецького корпусу. До 17 години, просунувшись на схід на 5—8 км, підрозділи генерал-майора Гергарда Шмідгубера опанували населеними пунктами Расейняй і Калнуяй, оточивши 2 танкові бригади і 2 стрілецьких полки. Увечері того ж дня в результаті зустрічного удару 84-го стрілецького корпусу за підтримки з'єднань 5-ї гвардійської танкової армії і штурмової авіації 1-ї повітряної армії німецьке угруповання було відкинуто в початкове положення, а оточені радянські частини — деблоковані.
15 серпня армії 3-го Білоруського фронту відновили наступ у загальному напрямку на Гумбіннен. Однак, у результаті запеклих боїв у період з 15 по 22 серпня їх з'єднанням вдалося просунутися на захід лише на 6—14 км і знову оволодіти Вілкавішкіс. І тільки 5-й армії частиною сил вдалося на своєму лівому фланзі прорватися на кордон зі Східною Пруссією.